# بلاذر كولماني
بلاذر كولماني (الاسم العلمي: Anacardium kuhlmannianum) هي نوع من النباتات يتبع جنس البلاذر من فصيلة البلاذرية.